# 萨拉·金特-韦莱因
萨拉·金特-韦莱因（德語：Sarah Günther-Werlein，1983年1月25日—），德国女子足球运动员，场上位置是中场。她曾代表德国国家队参加2004年夏季奥林匹克运动会足球比赛，获得一枚铜牌。